# دوروثي بيري
دوروثي بيري (بالإنجليزية: Dorothy Berry)‏ هي فنانة أسترالية، ولدت في 1942.